# NGC 6377
NGC 6377 este o galaxie spirală situată în constelația Dragonul. A fost descoperită în 1 septembrie 1886 de către Lewis A. Swift. Se află la o distanță de 119,8 megaparseci de Pământ.